# Axway
Axway est un éditeur franco-américain de progiciels. L'entreprise est cotée à la bourse de Paris Euronext (AXW).

## Histoire
L'entreprise est créée en 2001 comme une filiale de Sopra Group, regroupant ses activités de progiciel. Elle rachète la société américaine Cyclone Commerce en 2006.
Le 14 juin 2011, Axway se sépare de Sopra Group et est introduit en bourse à Paris[source insuffisante].
En 2014, Axway acquiert Systar, une société d'édition de logiciel de supervision des activités métier (BAM).
En 2016, Axway acquiert l'américain Appcelerator, créateur de l'offre Titanium SDK, utilisée pour le développement d'applications mobiles multiplateformes. L'année suivante, Axway acquiert la société américaine Syncplicity (en), spécialisée dans les solutions de synchronisation et de partage de fichiers d'entreprise.
En 2021, l'entreprise comporte  1 712 salariés et effectue un chiffre d’affaires annuel de 285,5 millions d’euros, ce qui la classe septième éditeur de logiciels français selon le classement Truffle 100.
En 2023, Axway acquiert l'éditeur spécialisé dans la gestion comptable Cycom Finances, puis la même année l'essentiel des activités de Sopra banking Software.
En 2024, la société change de dénomination sociale et devient 74Software. 

## Activités
Axway est éditeur de logiciel et fournisseur de services numériques, notamment dans la gestion des transferts de fichiers sécurisés (Managed file transfer (en)), l'intégration B2B et les API.
Ses deux sièges sont à Annecy (juridique) et à Scottsdale aux États-Unis (direction générale)[réf. nécessaire].

### Produits
Parmi les logiciels commercialisés par Axway figurent :
- des outils de gestion des transferts de fichiers sécurisés (MFT), CFT (Cross File Transfer)
- des outils d'intégration B2B (par EDI)
- des outils dédiés aux API comme Amplify[9]
- des outils d'agrégation ou hypervision comme WideVision Alert[10] ou Syncplicity[9]

### Anciens Produits
- Axway Integration Platform (XIP)

## Actionnaires
Liste des principaux actionnaires au 16 octobre 2019.
| Nom                                    | %     |
| Sopra Steria Group                     | 33,2% |
| Sopra GMT                              | 21,7% |
| Caravelle                              | 12,4% |
| Odin Francois (famille)                | 1,42% |
| Axway Software SA                      | 0,62% |
| Virginia National Bank Charlottesville | 0,24% |
| Pasquier (famille)                     | 0,13% |

## Évolution du chiffre d'affaires et des effectifs
Chiffres officiels communiqués aux investisseurs et actionnaires à la suite des différentes Assemblées Générales.
| Année | Chiffre d'affaires (en millions d'euros) | Effectifs |
| ----- | ---------------------------------------- | --------- |
| 2013  | 237,5                                    | 1 783     |
| 2014  | 261,6                                    | 1 961     |
| 2015  | 284,6                                    | 1 884     |
| 2016  | 301,1                                    | 1 930     |
| 2017  | 299,8                                    | 1 839     |
| 2018  | 283,8                                    | 1 848     |
| 2019  | 299,9                                    | 1 885     |
| 2020  | 297,2                                    | 1 888     |
| 2021  | 285,5                                    | 1 712     |